# Хронологія Першої світової війни

Хронологія Першої світової війни
Союзники по Антанті
Колонії, домініони, залежні та окуповані території країн Антанти
Центральні держави
Колонії та окуповані території Центральних держав
Нейтральні країни

Хронологія Першої світової війни — послідовність подій, які відбувалися у хронологічному порядку за часом, розпочинаючи з вбивства в Сараєві 28 червня 1914 року до подій, що ознаменували завершення війни. Усі дати надані за григоріанським календарем.
| Театри воєнних дій та зміст | Театри воєнних дій та зміст | Театри воєнних дій та зміст |
| --------------------------- | --------------------------- | --------------------------- |
| Західний фронт              | Східний фронт               | Італійський фронт           |
| Кавказ                      | Близький Схід               | Балкани                     |
| Африка                      | Війна на морі               | Авіація                     |
| Політичні події             | Азія/Тихий океан            | Дарданели                   |

## 1914
| Дата                           | Подія |            |
| ------------------------------ | --- | ---------- |
| 28 червня                      | Вбивство ерцгерцога Австро-Угорщини Франца Фердинанда Австрійського, спадкоємця трону Австро-Угорщини і його дружини графині Софії в Сараєво боснійським сербом студентом Гаврило Принципом                                                                                    | Детальніше |
| 5 липня                        | Австро-Угорщина звертається за допомогою до Німеччини на випадок війни з Сербією з огляду на загрозу російського втручання. Німецька імперія надає гарантії підтримки |            |
| 23 липня                       | Австро-Угорщина висуває ультиматум Сербії. Сербія приймає з 10 пунктів ультиматуму всі, крім 5-го, що означало фактичну окупацію Сербії австро-угорськими військами | Детальніше |
| 28 липня                       | Австро-Угорщина оголошує війну Сербії. Російська імперія оголошує повну мобілізацію Офіційна дата початку Першої світової війни |            |
| 31 липня                       | Німецька імперія попередила Росію зупинити мобілізацію, на що Російська імперія відповіла, що захід проводиться лише з огляду на оголошення війни Австро-Угорщиною Сербії |            |
| 1 серпня                       | Німецька імперія оголошує війну Росії |            |
| 1 серпня                       | Королівство Італія офіційно декларує статус нейтралітету. Німецька імперія та Османська імперія підписують таємну угоду про альянс | Детальніше |
| 2 серпня                       | Німеччина вторгається в Люксембург | Детальніше |
| 2 серпня                       | Бельгія відхиляє вимогу німців на пропуск німецької армії через країну до кордонів Франції Німеччина вдерлася до Бельгії намагаючись обійти французьку армію з флангу й вийти їй в тил                                                                                         | Детальніше |
| 2 серпня                       | Стрілянина в Жоншере, перший швидкоплинний бій на Західному фронті між німецькими та французькими військами |            |
| 2-26 серпня                    | Німецькі війська обложили та захопили фортецю в Лонгві «залізні ворота Парижу» поблизу французько-люксембурзького кордону, відкривши шлях для початку вторгнення імперської армії до Франції                                                                                   |            |
| 3 серпня                       | Німецька імперія оголошує війну Франції |            |
| 4 серпня                       | Німецькі війська вторгаються до Бельгії, намагаючись обійти з півночі французьку армію | Детальніше |
| 4 серпня                       | Велика Британія висловлює протест проти грубого порушення нейтралітету та вторгнення німецьких військ до Бельгії, посилаючись на умови договору; німецький канцлер відповідає, що договір — це лише шматок паперу (chiffon de papier) Велика Британія оголошує війну Німеччині | Детальніше |
| 4 серпня                       | США оголошують про свій статус нейтральної країни |            |
| 4-16 серпня                    | Німці розпочали штурм та облогу Льєжу — форпост Бельгії поблизу кордону | Детальніше |
| 5 серпня                       | Королівство Чорногорія оголосило війну Австро-Угорщині |            |
| 5 серпня                       | Уряд Османської імперії оголосив про закриття протоки Дарданелли |            |
| 6 серпня                       | Австро-Угорщина оголосила війну Російській імперії |            |
| 6 серпня                       | Королівство Сербія оголосила війну Німецькій імперії |            |
| 7 серпня                       | Британський експедиційний корпус висадився в портах Франції | Детальніше |
| 7 серпня-13 вересня            | Прикордонна битва. Розгром німецькими військами Британських експедиційних сил та 5-ї французької армії |            |
| 7–10 серпня, 14–26 серпня      | Битва біля Мюльгаузена, складова Прикордонної битви | Детальніше |
| 9 серпня                       | Чорногорія оголошує війну Німеччині |            |
| 9 серпня                       | Розпочалася Тоголендська кампанія |            |
| 11 серпня                      | Франція оголошує війну Австро-Угорщині |            |
| 12 серпня                      | Велика Британія оголошує війну Австро-Угорщині |            |
| 12 серпня                      | Битва при Галені, складова Прикордонної битви |            |
| 14-25 серпня                   | Битва за Лоррейн, складова Прикордонної битви |            |
| 15-24 серпня                   | Сербські війська завдали поразки австро-угорській армії в битві біля Цери | Детальніше |
| 17 серпня                      | Російські війська вторглися на територію Східної Пруссії. Бій біля Сталлупенена | Детальніше |
| 20 серпня                      | Німецькі війська розпочали наступ на російські війська в Східній Пруссії. Битва при Гумбіннені. Завершилася перемогою російських військ та відступом німецьких частин. Ознаменувала зрив плану Шліффена                                                                        | Детальніше |
| 20 серпня                      | Німецькі війська увійшли в Брюссель |            |
| 20 серпня                      | Бої біля Моранжа, складова частина битви за Лоррейн |            |
| 20 серпня                      | Бої біля Саррбура, складова частина битви за Лоррейн |            |
| 21 серпня                      | Битва біля Шарлеруа, складова Прикордонної битви |            |
| 21-23 серпня                   | Арденнська битва, складова Прикордонної битви |            |
| 22 серпня                      | Австро-Угорщина оголосила війну Бельгії |            |
| 23 серпня                      | Японська імперія оголосила війну Німеччині | Детальніше |
| 23 серпня                      | Битва при Монсі, одна з основних битв Прикордонної битви на Західному фронті |            |
| 23-30 серпня                   | Битва під Танненбергом: Розгром російської імператорської армії німецькими військами під командуванням фон Гінденбурга | Детальніше |
| 23 серпня-11 вересня           | Битва за Львів. Російські війська захоплюють Львів | Детальніше |
| 23-25 серпня                   | Битва біля Красника, складова битви за Львів. 1-ша австро-угорська армія завдає поразки 4-й російській армії біля Красника | Детальніше |
| 24 серпня                      | Бої біля Мортань, складова частина битви за Лоррейн |            |
| 24 серпня-7 вересня            | Німецька облога фортеці Мобеж | Детальніше |
| 24 серпня-28 вересня           | Союзні війська здійснюють Великий відступ по всьому Західному фронту до річки Марна |            |
| 25 серпня                      | Японія оголосила війну Австро-Угорщині | Детальніше |
| 26 серпня                      | Британо-французькі війська завоювали Тоголенд, німецький протекторат у Західній Африці | Детальніше |
| 26-27 серпня                   | Бій біля Ле-Като. Відступ союзних військ | Детальніше |
| 26 серпня-2 вересня            | Битва при Комарові, складова частина Галицької битви | Детальніше |
| 29-31 серпня                   | Битва на Гнилій Липі, складова частина Галицької битви |            |
| 27 серпня-7 листопада          | Облога Циндао: Британські та японські війська розпочали облогу порту Циндао, що перебував під контролем німців у Китаї | Детальніше |
| 28 серпня                      | Перша битва в Гельголандській бухті між британським та німецьким флотами. Північне море | Детальніше |
| 29-30 серпня                   | Битва біля Сен-Кантена, також битва біля Гіза. Відступ союзних військ | Детальніше |
| 30 серпня                      | Нова Зеландія окупує Німецьке Самоа (пізніше Західне Самоа) | Детальніше |
| 2-11 вересня                   | Австро-угорська армія зазнає поразки в битві при Раві-Руській, складова частина битви за Львів | Детальніше |
| 4-13 вересня                   | Битва біля Гран-Куронн, складова Прикордонної битви |            |
| 5-12 вересня                   | Перша битва на Марні. Німецький наступ на Париж зупинений, супротивники перейшли до позиційної оборони. Провал замислу плану Шліффена | Детальніше |
| 5-12 вересня                   | Бій на річці Урк, перша фаза великої битви на Марні |            |
| 6 вересня-4 жовтня             | Битва на Дрині |            |
| 7-14 вересня                   | Перша битва на Мазурських озерах: Російська армія розгромлена й в хаосі з великими втратами відступає зі Східної Пруссії | Детальніше |
| 9 вересня                      | Теобальд Бетман-Гольвег оголошує цілі війни Німецької імперії | Детальніше |
| 11 вересня                     | Австралійські війська окупують Німецьку Нову Гвінею | Детальніше |
| 13 вересня                     | Південно-африканські війська розпочали вторгнення у Німецьку Південно-Західну Африку | Детальніше |
| 13-28 вересня                  | Перша битва на Ені закінчилася без результатів для противників. Початок «бігу до моря» | Детальніше |
| 14 вересня                     | Еріх фон Фалькенгайн змінив на посаді начальника Генерального штабу Гельмута фон Мольтке |            |
| 19 вересня-11 жовтня           | Битва біля Фліре |            |
| 20 вересня                     | Перемога німецького флоту в морській битві біля Занзібару |            |
| 22-26 вересня                  | Перша битва в Пікардії, складова частина «Бігу до моря» |            |
| 24 вересня                     | Розпочалася Облога Перемишльської фортеці | Детальніше |
| 25-29 вересня                  | Перша битва при Альбері |            |
| 28 вересня-10 жовтня           | Німецькі війська оточили та захопили бельгійське місто Антверпен | Детальніше |
| 29 вересня-31 жовтня           | Битва за Варшаву | Детальніше |
| жовтень 1914-11 липня 1915     | Бій в дельті Руфіджі, німецький крейсер «Кенігсберг» знищено |            |
| 1-4 жовтня                     | Перша битва біля Арраса | Детальніше |
| 9 жовтня-1 листопада           | Війська Центральних держав у ході наступу опанували Белград |            |
| 10 жовтня-2 листопада          | Битва при Ля-Басе |            |
| 12 жовтня-2 листопада          | Перша битва при Мессені, складова частина «Бігу до моря» | Детальніше |
| 13 жовтня-2 листопада          | Битва при Армантьєрі, складова частина «Бігу до моря» |            |
| 16-31 жовтня                   | Битва на Ізері. Французькі та бельгійські війська утримали частку узбережжя Бельгії | Детальніше |
| 19 жовтня-22 листопада         | Перша Іпрська битва закінчила «Біг до моря»; німецькі війська не спромоглися обійти союзні війська з флангу. Кале та Дюнкерк лишилися в руках французьких військ | Детальніше |
| 1 листопада                    | Російська імперія оголошує війну Османській імперії |            |
| 1 листопада                    | Коронельський бій. Крейсерська ескадра німецького віцеадмірала фон Шпеє завдала поразки британській ескадрі контрадмірала Кредока | Детальніше |
| 2 листопада                    | Велика Британія розпочала морську блокаду узбережжя Німеччини | Детальніше |
| 2-16 листопада                 | Кепрікейський наступ, перші бойові дії на Кавказькому театрі війни |            |
| 3 листопада                    | Королівство Чорногорія оголосило війну Османській імперії |            |
| 3 листопада                    | Бій біля Кіліманджаро |            |
| 3-5 листопада                  | Німецький генерал-майор Пауль фон Леттов-Форбек на чолі німецьких колоніальних військ завдає поразки британським військам у битві при Тангі, Німецька Східна Африка | Детальніше |
| 5 листопада                    | Французька республіка та Велика Британія оголошують війну Османській імперії |            |
| 6 листопада                    | Висадка в Ель-Фао, британські та індійські війська висадилися на узбережжі Османської імперії та розпочали облогу фортеці Ель-Фао |            |
| 9 листопада                    | Бій біля Кокосових островів, у північно-східному Індійському океані. Австралійський крейсер «Сідней» знищив німецький крейсер «Емден» | Детальніше |
| 11 листопада                   | 35-й султан Османської імперії Мехмед V оголошує Джихад Союзникам |            |
| 11-21 листопада                | Битва за Басру | Детальніше |
| 11 листопада-24 листопада      | Лодзька битва (також наступ в Сілезії) | Детальніше |
| 16 листопада-15 грудня         | Битва біля Колубари, австро-угорські війська залишають Сербію |            |
| 17 грудня 1914 — 13 січня 1915 | Перша битва при Артуа |            |
| 1-13 грудня                    | Битва при Лімановій |            |
| 3-9 грудня                     | Битва за Курну під час Месопотамської кампанії |            |
| 8 грудня                       | Фолклендський бій. Крейсерська ескадра німецького віцеадмірала фон Шпеє розгромлена британським флотом поблизу Фолклендських островів | Детальніше |
| 16 грудня                      | Німецький флот обстріляв англійські прибережні міста Скарборо та Гартлпул |            |
| 18-22 грудня                   | Битва біля Живанші |            |
| 20 грудня                      | Розпочалися бої поблизу Перту в Арденнах | Детальніше |
| 20 грудня 1914-17 березня 1915 | Перша шампанська битва |            |
| 22 грудня                      | Бої в районі Нуайону | Детальніше |
| 22 грудня 1914-17 січня 1915   | На Кавказі відбулася Сарикамиська битва між російськими та османськими військами | Детальніше |
| 24-25 грудня                   | На деяких ділянках Західного фронту спостерігалося Різдвяне перемир'я між солдатами протиборчих сторін, неофіційна домовленість вояків про тимчасове припинення вогню | Детальніше |
| 25 грудня 1914-18 січня 1915   | Битва при Ардахані |            |

## 1915
| Дата                   | Подія |            |
| ---------------------- | --- | ---------- |
| 2 січня                | Російська армія розпочала наступальну операцію в Карпатах, яка триватиме до 12 квітня                                                                               | Детальніше |
| 18-19 січня            | Битва при Яссіне, у Німецькій Східній Африці | Детальніше |
| 19 січня               | Перший рейд Цепеліна на Британію | Детальніше |
| 24 січня               | Битва на Доггер-банці між ескадрами британського Гранд Фліту та німецького Флоту Відкритого моря                                                                    | Детальніше |
| 24-26 січня            | Повстання Чілембве під проводом Джона Чілембве у британській колонії Ньясаленді                                                                                     |            |
| 26 січня-4 лютого      | Спроба османської армії захопити Суецький канал провалилася | Детальніше |
| 31 січня               | Битва за Болімов. Перше застосування німецькою армією хімічної зброї в бойових умовах                                                                               | Детальніше |
| 4 лютого               | Кайзерліхмаріне розпочали необмежену підводну війну проти торговельних суден світу                                                                                  | Детальніше |
| 7-22 лютого            | Друга битва на Мазурських озерах. Розгром 10-ї російської армії силами 8-ї та 10-ї німецьких армій                                                                  | Детальніше |
| 19 лютого              | Британські та французькі ВМС розпочали артилерійські обстріли Дарданелл, розпочалася Галліполійська кампанія, яка триватиме до січня 1916 року                      | Детальніше |
| 10-13 березня          | Битва при Нев-Шапель. Розпочавшись успішно, врешті-решт британський наступ захлинувся, не досягши цілей                                                             | Детальніше |
| 22 березня             | Облога Перемишльської фортеці закінчилася, російські війська захопили фортецю                                                                                       | Детальніше |
| 12-14 квітня           | Бій за Шаібу |            |
| 19 квітня-17 травня    | Війська Османської імперії розпочали облогу вірменського міста Ван                                                                                                  | Детальніше |
| 22 квітня-25 травня    | Друга Іпрська битва закінчилася внічию. Сторони не досягли цілей, попри застосування німцями бойових отруйних речовин                                               | Детальніше |
| 22-23 квітня           | Бій біля Гравенштафель, перша частина другої Іпрської битви |            |
| 24 квітня-5 травня     | Бій за Сен-Жульєн, складова частина другої Іпрської битви |            |
| 25 квітня              | Союзні війська розпочали висадку морського десанту на Галліполі | Детальніше |
| 25 квітня              | Підписано таємну Лондонську угоду між країнами-членами Антанти та Італією                                                                                           | Детальніше |
| 28 квітня              | Перша битва за Критію. Наступ союзників відбито | Детальніше |
| 1 травня               | Початок Горлицького наступу: німецькі війська під керівництвом генерала фон Макензена розпочали масштабний наступ в австрійській Галичині                           | Детальніше |
| 3 травня               | Союзники висадилися в бухті Анзак | Детальніше |
| 6-8 травня             | Друга битва за Критію. Спроба британсько-французьких військ прорватися завершилася невдачею                                                                         | Детальніше |
| 7 травня               | Британський океанський лайнер «Лузітанія» потоплений німецьким підводним човном SM U-20                                                                             | Детальніше |
| 8-13 травня            | Бій за Фрезенберг, складова частина другої Іпрської битви |            |
| 9 травня-18 червня     | Друга битва при Артуа |            |
| 9 травня               | Бій біля гряди Обер, складова частина другої битви при Артуа |            |
| 10 травня              | Угорські війська вибили російську армію з Ярославу. Львів знову в руках Австро-Угорщини                                                                             |            |
| 11 травня              | Оголошене тимчасове перемир'я на Дарданеллах для поховання загиблих                                                                                                 | Детальніше |
| 12 травня              | Віндгук, столиця Німецької Південно-Західної Африки зайнята південно-африканськими військами                                                                        | Детальніше |
| 15-25 травня           | Битва за Фестюбер |            |
| 16 травня-23 червня    | Битва біля Конарі між Польськими легіонами Ю.Пілсудського та 4-ю російською армією                                                                                  |            |
| 23 травня              | Королівство Італія оголосило війну Австро-Угорщині | Детальніше |
| 24-25 травня           | Бій за Беллеварде, завершальна частина бойових дій у ході другої Іпрської битви                                                                                     |            |
| 4 червня               | Третя битва за Критію. Третя спроба британсько-французьких військ наступати провалилася                                                                             | Детальніше |
| 4 червня               | Російські війська залишили Перемишль | Детальніше |
| 21-23 червня           | Бій при Букоба |            |
| 22 червня              | фон Макензен прорвав оборону російських військ та наступає на Львів                                                                                                 | Детальніше |
| 23 червня-7 липня      | Перша битва при Ізонцо | Детальніше |
| 27 червня              | Австро-угорська армія опанувала Львів | Детальніше |
| 28 червня-5 липня      | Перемога британських військ в битві при Гуллі-Равін | Детальніше |
| Червень-вересень       | Великий відступ російських військ з Польщі та Галичини |            |
| 9 липня                | Німецькі війська в Південно-Західній Африці капітулювали | Детальніше |
| 10-26 липня            | Битва при Манцикерті | Детальніше |
| Липень                 | Алашкерська операція | Детальніше |
| 18 липня-3 серпня      | Друга битва при Ізонцо | Детальніше |
| 25 липня               | Італійська армія захопила Каппуччіо Вуд | Детальніше |
| 5 серпня               | Німецькі війська окупували Варшаву | Детальніше |
| 6-10 серпня            | Бій за одиноку сосну, складова частина Серпневого наступу | Детальніше |
| 6-13 серпня            | Бій за критійські виноградники, складова частина Серпневого наступу                                                                                                 |            |
| 6-15 серпня            | Союзники висадилися в затоці Сувла, складова частина Серпневого наступу на Дарданеллах                                                                              | Детальніше |
| 6-21 серпня            | Серпневий наступ, остання та безутішна спроба союзних військ захопити Галліполійський півострів                                                                     | Детальніше |
| 7 серпня               | Бій за Нек, складова частина Серпневого наступу на Дарданеллах |            |
| 7-19 серпня            | Битва за Чунук-Баїр, частина Серпневого наступу |            |
| 21 серпня              | Бій за висоту Скімітар, частина Серпневого наступу |            |
| 21-29 серпня           | Бій за висоту 60, частина Серпневого наступу союзників на Галліполі                                                                                                 | Детальніше |
| 22 серпня-2 жовтня     | Наступ німецької армії на Вільно | Детальніше |
| 1 вересня              | Німеччина призупинила необмежену підводну війну на Атлантиці | Детальніше |
| 8 вересня              | Російський імператор Микола II відсторонив з посади Верховного Головнокомандувача російською армією великого князя Миколу Миколайовича, особисто очоливши цю посаду | Детальніше |
| 8 вересня-2 жовтня     | Свенцянський прорив німецьких військ у ході битви за Вільно |            |
| 19 вересня             | Німецька армія опанувала Вільнюс. Великий відступ російських військ закінчився. Фронт стабілізувався                                                                | Детальніше |
| 25 вересня-4 листопада | Третя битва при Артуа |            |
| 25-28 вересня          | Битва при Лоосі, головний наступ британських військ на Західному фронті провалився                                                                                  | Детальніше |
| 25 вересня-6 листопада | Друга шампанська битва |            |
| 28 вересня             | Бій при Ес-Сіні |            |
| 7 жовтня-4 грудня      | Сербія захоплена військами Четверного Союзу (Німеччиною, Австро-Угорщиною та Болгарією)                                                                             | Детальніше |
| 14 жовтня              | Болгарія оголосила війну Сербії | Детальніше |
| 14 жовтня-9 листопада  | Моравська операція, частина операції по окупації Центральними державами Сербії: наступ болгарської армії                                                            |            |
| 14 жовтня-15 листопада | Овцепольська операція, захоплення Центральними державами Сербії: Болгарська армія проривається крізь оборонні рубежі сербів                                         |            |
| 15 жовтня              | Велика Британія оголошує війну Болгарії |            |
| 16 жовтня              | Франція оголошує війну Болгарії |            |
| 17 жовтня-21 листопада | Битва біля Криволаку, відкриття Салоніцького фронту |            |
| 18 жовтня-4 листопада  | Третя битва при Ізонцо | Детальніше |
| 19 жовтня              | Королівство Італія і Росія оголосили війну Болгарії | Детальніше |
| 21 жовтня              | Французькі війська висадилися в Салоніках на підтримку британських та італійських військ. Утворився Салоніцький фронт                                               | Детальніше |
| 10 листопада-2 грудня  | Четверта битва при Ізонцо | Детальніше |
| 10 листопада-4 грудня  | Косовська операція, наступ військ Центральних держав в Сербії, сербська армія відступає до Албанії                                                                  | Детальніше |
| 22-25 листопада        | Битва під Ктесіфоном | Детальніше |
| 27 листопада           | Крах сербської армії. Рештки армії евакуюються італійськими та французькими ВМС від узбережжя Адріатики                                                             | Детальніше |
| 6-12 грудня            | Битва біля Коштуріно |            |
| 7 грудня               | Розпочалася перша облога Ель-Куту османською армією | Детальніше |
| 19 грудня              | Дуглас Гейґ змінив на посаді командувача Британськими експедиційними силами у Франції генерала Джона Френча                                                         | Детальніше |

## 1916
| Дата                   | Подія |            |
| ---------------------- | --- | ---------- |
| 5-17 січня             | Австро-угорська армія захопила Чорногорію, яка капітулювала | Детальніше |
| 6-7 січня              | Бій при Мойковаці |            |
| 6-8 січня              | Бій біля Шейх-Саад, спроба британських військ прорвати облогу 6-ї османської армії навколо Ель-Куту                                                                                      |            |
| 9 січня                | Галліполійська кампанія завершена. Османська імперія завдала поразки союзним арміям | Детальніше |
| 10 січня-16 лютого     | Ерзурумська битва |            |
| 11 січня               | Корфу окупований військами союзників | Детальніше |
| 13 січня               | Бій при Ваді, друга спроба британських військ прорвати облогу навколо Ель-Куту | Детальніше |
| 21 січня               | Бій у дефіле Ганна, бій між британсько-індійськими та османськими військами під час облоги Ель-Куту                                                                                      |            |
| 24 січня               | Р.Шеера призначено командувачем Флоту Відкритого моря | Детальніше |
| 27 січня               | У відповідності до «Акту про військову службу» у Великій Британії вводиться призов на військову службу                                                                                   | Детальніше |
| 5 лютого-15 квітня     | Трапезундська операція |            |
| 12 лютого              | Німецька перемога в бою при висоті Салайта | Детальніше |
| 21 лютого              | Розпочалася масштабна Верденська битва |            |
| 26 лютого              | Бій біля Агагії, під час повстання Сенуссі; повстанці розгромлені британцями |            |
| 28 лютого              | Німецький Камерун остаточно захоплений союзними військами | Детальніше |
| 1 березня              | Кайзерліхмаріне відновили необмежену підводну війну проти торговельних суден на морі | Детальніше |
| 1-15 березня           | П'ята битва при Ізонцо | Детальніше |
| 2 березня-4 серпня     | Бітліська битва |            |
| 8 березня              | Бій біля Дуджайла, чергова невдача британських військ зняти облогу Ель-Куту османськими військами                                                                                        |            |
| 9 березня              | Німецька імперія оголошує війну Португалії. Португалія офіційно вступає в Першу світову війну                                                                                            | Детальніше |
| 11-12 березня          | Бій біля Латема-Нек | Детальніше |
| 18 березня             | Бій біля Кахе |            |
| 18 березня-квітень     | Нарочанська операція |            |
| 24-29 квітня           | Великоднє повстання Ірландців у боротьбі за незалежність проти Великої Британії | Детальніше |
| 27-29 квітня           | Газова атака під Юллюшю |            |
| 29 квітня              | Британські війська після тривалої облоги Ель-Куту капітулювали. Перша облога Ель-Куту завершилася                                                                                        | Детальніше |
| 7-10 травня            | Бій під Кондоа Ірангі |            |
| 10 травня              | Німеччина знову призупиняє необмежену підводну війну на морі | Детальніше |
| 15 травня-25 червня    | Австро-Угорщина проводить контрнаступальну операцію в районі Трентіно | Детальніше |
| 31 травня-1 червня     | Наймасштабніша морська битва у війні — Ютландська між британським Гран-Флітом та німецьким Флотом відкритого моря                                                                        | Детальніше |
| 2-14 червня            | Бої при Монте Соррел |            |
| 4 червня               | Розпочався Брусиловський прорив — стратегічна наступальна операція російських військ на Східному фронті                                                                                  |            |
| 5 червня               | Розпочалося Арабське повстання в Хіджазі | Детальніше |
| 5 червня               | Панцерний крейсер «Гемпшір» затонув, коли підірвався на міні поставленої U-75 поблизу Оркнейських островів; британський Державний секретар оборони, фельдмаршал Герберт Кітченер загинув | Детальніше |
| 10 червня              | Італія: Паоло Боселлі змінив Антоніо Саландра на посаді Голови Ради міністрів Італії |            |
| 10 червня              | Початок облоги Медини | Детальніше |
| 10 червня-4 липня      | Битва за Мекку, араби захопили місто | Детальніше |
| 1 липня                | Початок битви на Соммі | Детальніше |
| 1-13 липня             | Друга битва за Альбер. Початок довготривалої битві на Соммі | Детальніше |
| 1-2 липня              | Британці захопили Фрикур у ході другої битви за Альбер | Детальніше |
| 2-25 липня             | Ерзінджанська битва |            |
| 3-7 липня              | Британські та французькі війська захопили ла-Буассель у ході другої битви за Альбер | Детальніше |
| 3-12 липня             | Британські та французькі війська захопили «Мамец Вуд» у ході другої битви за Альбер | Детальніше |
| 3-17 липня             | Британські війська опанували Овілле у ході другої битви за Альбер | Детальніше |
| 4-6 липня              | Костюхнівська битва |            |
| 7-11 липня             | Союзники в ході другої битви за Альбер опанували Контальмезон | Детальніше |
| 8-14 липня             | Британські війська опанували «Тронз-Вуд» під час боїв за Альбер |            |
| 14-17 липня            | Бій за Базентінський хребет — початок битви на Соммі | Детальніше |
| 14-15 липня            | Бої біля Лонгваль та у Дельвільському лісі (перша фаза битви на Соммі) | Детальніше |
| 16 липня-22 вересня    | Облога Таїфу | Детальніше |
| 19-20 липня            | Бої біля Фромель (перша фаза битви на Соммі) | Детальніше |
| 23 липня-7 серпня      | Бої біля Позьєр (перша фаза битви на Соммі) | Детальніше |
| 24 липня-8 серпня      | Ковельська битва |            |
| 3-5 серпня             | Битва біля Романі. Спроба наступу османських військ проти британців на Синайському півострові провалилася                                                                                | Детальніше |
| 6-17 серпня            | Шоста битва при Ізонцо. 9 серпня італійці захопили Горицію | Детальніше |
| 6 серпня               | Бій біля Добердо, складова частина шостої битви при Ізонцо |            |
| 9-18 серпня            | Перша битва при Дойрані | Детальніше |
| 24 серпня              | Бій при Млалі | Детальніше |
| 27 серпня              | Королівство Італія оголошує стан війни з Німецькою імперією | Детальніше |
| 27 серпня              | Румунське королівство вступає у війну на боці Антанти. Через кілька тижнів її армія зазнає нищівного розгрому                                                                            | Детальніше |
| 27 серпня-грудень      | Розгром й завоювання Румунії арміями Центральних держав | Детальніше |
| 27 серпня-26 листопада | Битва в Трансильванії, складова частина окупації Румунії |            |
| 29 серпня              | Пауль фон Гінденбург змінив на посади начальника Генерального штабу Німеччини Еріка фон Фалькенгайн                                                                                      | Детальніше |
| 2-6 вересня            | Тутраканська битва, складова частина завоювання Румунії країнами Четверного Союзу |            |
| 3-6 вересня            | Битва біля Гільмона (частина битви на Соммі) | Детальніше |
| 5-7 вересня            | Битва біля Добрича, складова частина завоювання Румунії |            |
| 6 вересня              | Центральні держави утворили Об'єднане командування |            |
| 7-11 вересня           | Битва біля Кісакі | Детальніше |
| 9 вересня              | Бій біля Женші (складова битви на Соммі) | Детальніше |
| 12 вересня-11 грудня   | Монастирська операція, на Салоніцькому фронті |            |
| 12-14 вересня          | Бій на Малка Нідже, частина Монастирської операції |            |
| 12-30 вересня          | Битва при Каймакчалані, частина Монастирської операції |            |
| 14-17 вересня          | Сьома битва при Ізонцо | Детальніше |
| 15-22 вересня          | Битва за Флер і Курселетт (останній наступ у битві на Соммі). Британська армія вперше у світовій історії використала танки в бою                                                         | Детальніше |
| 17-19 вересня          | Перша битва при Кобадині, один з етапів завоювання Румунії |            |
| 20 вересня             | Завершено наступальну операцію Південно-Західного фронту російської армії проти австро-угорських і німецьких військ                                                                      | Детальніше |
| 25-28 вересня          | Битва біля Морваля (одна із завершальних стадій битви на Соммі) | Детальніше |
| 26-28 вересня          | Битва за хребет Тьєпваль (одна із завершальних стадій битви на Соммі) | Детальніше |
| 29 вересня-5 жовтня    | Фламандський наступ, один з етапів окупації Румунії |            |
| Жовтень-листопад       | Перша битва на річці Црна, частина Монастирської операції | Детальніше |
| 1 жовтня-5 листопада   | Битва за Ле-Транслуа (одна з завершальних битв під час битви на Соммі) | Детальніше |
| 1 жовтня-11 листопада  | Битва за висоти Анкре (одна з завершальних битв під час битви на Соммі) |            |
| 9-12 жовтня            | Восьма битва при Ізонцо | Детальніше |
| 19-25 жовтня           | Друга битва при Кобадіні, один з етапів завоювання Румунії |            |
| 24 жовтня              | Французькі війська захопили фортецю Дуомон поблизу Вердена | Детальніше |
| 1-4 листопада          | Дев'ята битва при Ізонцо | Детальніше |
| 13-18 листопада        | Битва при Анкре (завершальна фаза битви на Соммі) | Детальніше |
| 18 листопада           | Колосальна битва на Соммі завершилася без результатів з величезними втратами для протиборчих сторін                                                                                      | Детальніше |
| 21 листопада           | Британське шпитальне судно «Британнік» підірвалося на німецькій міні та затонуло в Егейському морі                                                                                       | Детальніше |
| 21 листопада           | Помер імператор Австрії та король Угорщини Франц Йосиф I, спадкоємцем став Карл I | Детальніше |
| 25 листопада           | Девід Бітті стає командувачем Гранд-Фліту замість Джона Джелліко, який у свою чергу призначений Першим морським лордом Адміралтейства Великої Британії                                   | Детальніше |
| 25 листопада-3 грудня  | Битва за Бухарест, завершальний етап розгрому королівської Румунії |            |
| 28 листопада           | Атака при Прунару, відчайдушна кінна атака румунських кавалеристів на супротивника в боях за столицю                                                                                     |            |
| 1 грудня               | Бій на річці Арджеш, один з боїв за Бухарест |            |
| 1 грудня-18 січня 1917 | Союзники відстояли Янбу від атак османської армії | Детальніше |
| 5-7 грудня             | У Великій Британії: прем'єр-міністр Герберт Генрі Асквіт виходить у відставку, на його пост призначається Девід Ллойд Джордж                                                             |            |
| 6 грудня               | Німецькі війська входять у Бухарест. Уряд Румунії переміщається до Ясс | Детальніше |
| 13 грудня              | Робер Нівель змінює на посаді Головнокомандувача французькою армією Жозефа Жоффре | Детальніше |
| 23 грудня              | Бій біля Магдгаба на Синайському півострові | Детальніше |
| 27 грудня              | Колишня німецька колонія Тоголенд поділена між Великою Британією та Францією на адміністративні зони відповідальності                                                                    | Детальніше |
| 30 грудня              | У результаті заколоту вбитий сірий кардинал Російської імперії Григорій Распутін | Детальніше |

## 1917
| Дата                   | Подія |            |
| ---------------------- | --- | ---------- |
| 3-4 січня              | Битва при Бехобехо | Детальніше |
| 5-11 січня             | Мітавська операція |            |
| 9 січня                | Бій біля Рафа. Британські війська відкидають османську армію з Синаю                                                                                     |            |
| 11 січня-13 березня    | Британські рейди на Анкре |            |
| 16 січня               | Статс-секретар закордонних справ Німеччини Артур Ціммерман надіслав телеграму своєму послу в Мексиці з інструкціями до уряду країни про альянс проти США | Детальніше |
| 1 лютого               | Кайзерліхмаріне відновила необмежену підводну війну проти торговельних суден світу                                                                       | Детальніше |
| 23 лютого              | Штурм Ель-Куту. Британсько-індійські війська опанували місто                                                                                             | Детальніше |
| 23 лютого-5 квітня     | Німці відступили від лінії Гінденбурга | Детальніше |
| 1 березня              | Артур Арц фон Штрауссенбург змінив Франца фон Гецендорфа на посаді начальника Генерального штабу Австро-Угорщини                                         | Детальніше |
| 8-11 березня           | Британці захопили Багдад | Детальніше |
| 13 березня-23 квітня   | Самаррська операція, британський наступ у Месопотамії |            |
| 15 березня             | Російський імператор Микола II зрікся престолу. В Росії встановлений Тимчасовий уряд                                                                     | Детальніше |
| 26 березня             | Перша битва за Газу. Спроба британських військ опанувати місто провалилася                                                                               | Детальніше |
| Квітень-жовтень        | Перерва в боях у Південній Палестині |            |
| 2-3 квітня             | Австралійська армія атакує Норей |            |
| 6 квітня               | Сполучені Штати Америки оголосили війну Німеччині |            |
| 9 квітня-16 травня     | Друга битва біля Арраса | Детальніше |
| 9-12 квітня            | Канадські війська здобули серйозного успіху в боях біля хребта Вімі, складова частина Другої битви біля Арраса                                           | Детальніше |
| 16 квітня-9 травня     | Друга битва на Ені, також відома, як частина наступу Нівеля, закінчилася катастрофою для французької армії                                               | Детальніше |
| 17-20 квітня           | Третя шампанська битва, складова частина Другої битви на Ені                                                                                             |            |
| 19 квітня              | Друга битва за Газу. Османська армія відбиває атаку британців                                                                                            | Детальніше |
| 22 квітня-8 травня     | Друга битва при Дойрані | Детальніше |
| 23-24 квітня           | Друга битва за Скарпе, частина другого етапу Другої битви біля Арраса                                                                                    | Детальніше |
| 28-29 квітня           | Бій при Арле, частина другого етапу Другої битви біля Арраса                                                                                             | Детальніше |
| 29 квітня-20 травня    | Низка бунтів у лавах французької армії | Детальніше |
| 3-4 травня             | Третя битва за Скарпе, частина другого етапу Другої битви біля Арраса                                                                                    | Детальніше |
| 5-15 травня            | Весняний наступ союзників на Салоніцькому фронті | Детальніше |
| 5-9 травня             | Друга битва на річці Црна, складова наступу на Салоніцькому фронті                                                                                       | Детальніше |
| 12 травня-6 червня     | Десята битва при Ізонцо | Детальніше |
| 15 травня              | Філіпп Петен змінив Робера Нівеля на посаді Головнокомандувача французької армії                                                                         | Детальніше |
| Червень-жовтень        | Операція «Хаш», спроба британців висадки морського десанту на бельгійське узбережжя                                                                      |            |
| 7-14 червня            | Друга битва при Месені | Детальніше |
| 10-25 червня           | Битва на горі Ортігара | Детальніше |
| 12 червня              | Король Греції Костянтин I зрікся престолу | Детальніше |
| 13 червня              | Перше бомбардування важкими бомбардувальниками Gotha G.IV Лондона                                                                                        |            |
| 25 червня              | Перші американські підрозділи висадилися у Франції | Детальніше |
| 30 червня              | Грецьке королівство оголосила війну Центральним державам                                                                                                 | Детальніше |
| 1-19 липня             | Наступ Керенського, остання ініціатива російських військ на Східному фронті, завершився провалом                                                         | Детальніше |
| 1-2 липня              | Зборівська битва, складова частина наступу Керенського                                                                                                   | Детальніше |
| 6 липня                | Арабські повстанці на чолі з Лоуренсом Аравійським захопили йорданський порт Акаба                                                                       | Детальніше |
| 20 липня               | На Корфу прийнята декларація стосовно майбутнього Королівства Югославія                                                                                  | Детальніше |
| 22 липня-1 серпня      | Битва біля Мерешті |            |
| 29 липня               | Битва за міст Кіаве | Детальніше |
| 31 липня               | Розпочалася третя битва біля Іпра (також відома, як битва біля Пашендейла)                                                                               | Детальніше |
| 31 липня-2 серпня      | Бій за гряду Пілкем (початок третьої битви біля Іпра) |            |
| 2-10 серпня            | Битва за Румбо |            |
| 6-20 серпня            | Битва біля Мерешешті | Детальніше |
| 8-20 серпня            | Друга битва в долині Ойтуз |            |
| 15-25 серпня           | Битва за висоту 70 (початкова фаза третьої битви біля Іпра)                                                                                              |            |
| 16-18 серпня           | Друга битва під Лангемарком (початок третьої битви біля Іпра)                                                                                            | Детальніше |
| 18-12 вересня          | Одинадцята битва при Ізонцо | Детальніше |
| 20-26 серпня           | Друга битва під Верденом |            |
| 29 вересня-20 жовтня   | Операція «Альбіон»: німецький морський десант захоплює острови Моонзундського архіпелагу Езель, Даго та Моон                                             |            |
| 1-3 вересня            | Ризька операція |            |
| 8 вересня              | Корніловський заколот: спроба генерала Корнілова Л. Г. встановити в Росії диктатуру провалилася                                                          | Детальніше |
| 26-27 вересня          | Бій за ліс Полігон (складова частина третьої битви біля Іпра)                                                                                            |            |
| 28-29 вересня          | Битва біля Рамаді | Детальніше |
| 4 жовтня               | Бій за Брудсейнді (одна зі складових частин заключної фази третьої битви біля Іпра)                                                                      |            |
| 9 жовтня               | Бій за Поелькаппелле (одна зі складових частин заключної фази третьої битви біля Іпра)                                                                   |            |
| 12 жовтня              | Перший бій за Пашендейла (одна зі складових частин заключної фази третьої битви біля Іпра)                                                               |            |
| 15-18 жовтня           | Битва за Махіву |            |
| 23 жовтня              | Бій за Ваді Муса |            |
| 23 жовтня-10 листопада | Бої за Ла-Мальмезон, французька атака на Шемі де Дамс | Детальніше |
| 24 жовтня-19 листопада | Битва при Капоретто. Німецько-австро-угорські війська прорвали італійську оборону і вщент розгромили італійську армію                                    | Детальніше |
| 26 жовтня-10 листопада | Друга битва за Пашендейла (заключна фаза третьої битви біля Іпра)                                                                                        |            |
| 27 жовтня              | Бій за хребет Буггар |            |
| 30 жовтня              | Італія: Вітторіо Емануеле Орландо призначений замість Паоло Боселлі Прем'єр-міністром країни                                                             |            |
| 31 жовтня-7 листопада  | Третя битва за Газу. Британці прорвали оборонні позиції турків                                                                                           | Детальніше |
| 31 жовтня              | Битва за Беер-Шеву (початкова фаза третьої битви за Газу)                                                                                                | Детальніше |
| 1-6 листопада          | Битва при Тель-ель-Хувейлфе |            |
| 2 листопада            | Декларація Бальфура: британський уряд підтримав плани утворення держави євреїв в Палестині                                                               | Детальніше |
| 5 листопада            | Союзники погодили питання створення Вищої Військової Ради у Версалі                                                                                      |            |
| 7 листопада            | Початок Жовтневого перевороту в Росії. Більшовики захоплюють владу в країні                                                                              | Детальніше |
| 7 листопада            | Атака на Шеріа | Детальніше |
| 8 листопада            | Армандо Діац змінив на посаді Головнокомандувача італійської армії генерала Луїджі Кадорна                                                               |            |
| 8 листопада            | Атака на Хадж |            |
| 9 листопада-28 грудня  | Перша битва при П'яве: невдала спроба австро-угорських та німецьких військ форсувати річку П'яве                                                         | Детальніше |
| 10 листопада           | Третя битва біля Іпра закінчилася безрезультатно | Детальніше |
| 11 листопада-23 грудня | Перша битва за Монте-Граппе, австро-угорський наступ зірвано                                                                                             |            |
| 13 листопада           | Франція: Поль Пенлеве змінений на посаді прем'єр-міністра країни Жоржем Клемансо                                                                         |            |
| 13 листопада           | Бій за хребет Мухар |            |
| 17 листопада           | Друга битва в Гельголандській бухті | Детальніше |
| 17 листопада-30 грудня | Битва за Єрусалим. 11 грудня британці увійшли до міста                                                                                                   | Детальніше |
| 18-24 листопада        | Битва за Набу-Самвіл, складова битви за Єрусалим |            |
| 20 листопада-7 грудня  | Перша битва за Камбре. Британська спроба наступу провалилася, сторони перейшли до оборони                                                                | Детальніше |
| 25 листопада           | Бій за Нгомано, вторгнення німецьких військ до Португальської Східної Африки для здобуття припасів                                                       |            |
| 7 грудня               | США оголосили війну Австро-Угорщині |            |
| 16 грудня              | Більшовицька Росія підписала попередню мирну угоду з Німецькою імперією                                                                                  |            |
| 20-21 грудня           | Битва за Джаффу, складова битви за Єрусалим | Детальніше |

## 1918
| Дата                    | Подія |            |
| ----------------------- | --- | ---------- |
| 8 січня                 | 28-й Президент США Томас Вудро Вілсон оголошує 14 пунктів | Детальніше |
| Лютий-вересень          | Союзні війська окупували Йорданську рифтову долину | Детальніше |
| 9 лютого                | Центральні держави підписали мирну угоду з Українською Народною Республікою у Брест-Литовську | Детальніше |
| 15-16 лютого            | Битва при Раранці, зіткнення між Польськими легіонами і австро-угорською армією в Буковині |            |
| 18 лютого-3 березня     | Операція «Фаустшлаг», останній наступ військ Четвертного союзу на Східному фронті |            |
| 19 лютого               | Війська Британської імперії розпочали штурм Єрихону | Детальніше |
| 21 лютого               | Британські війська опанували Єрихон | Детальніше |
| 21 лютого               | Німецькі війська увійшли в Мінськ | Детальніше |
| 24 лютого               | Німці захопили Житомир | Детальніше |
| 25 лютого               | Німецькі війська окупували Естонію | Детальніше |
| 28 лютого               | Німецькі війська увійшли до Пскова та Нарви | Детальніше |
| 2 березня               | Німці захопили Київ | Детальніше |
| 3 березня               | У Брест-Литовську Л.Троцьким підписаний мирний договір між Російською Федеративною Радянською Республікою з Центральними державами                                                                    | Детальніше |
| 7 березня               | Обстріл німецькою артилерією американських військ у лісі Руже Буке |            |
| 8-12 березня            | Битва за Телль-Азур |            |
| 8-13 березня            | Битва під Бахмачем між Чехословацькими легіонами і німецькими військами, що наступали на Україну |            |
| 21 березня-5 квітня     | Перша фаза Весняного наступу — операція «Міхаель» (також Друга битва на Соммі). Німці здобули «піррову перемогу»                                                                                      | Детальніше |
| 21-23 березня           | Битва за Сен-Кантен, перша фаза операції «Міхаель» та Весняного наступу німецьких військ на Західному фронті                                                                                          | Детальніше |
| 21 березня-2 квітня     | Перший Трансйорданський наступ |            |
| 23 березня-7 серпня     | Німецька облогова артилерія обстрілює Париж | Детальніше |
| 24-25 березня           | Перший бій за Бапомі, фаза операції «Міхаель» | Детальніше |
| 25 березня              | Перший бій за Нойон, фаза операції «Міхаель» | Детальніше |
| 26 березня              | Французький маршал Фердинанд Фош призначений Верховним Головнокомандувачем союзних військ |            |
| 26-27 березня           | Бій за Розьєр, фаза операції «Міхаель» | Детальніше |
| 26-27 березня           | Бій біля Хан Багдаді |            |
| 27-31 березня           | Перша битва за Амман, одна зі складових Першого Трансйорданського наступу |            |
| 28 березня              | Третя битва біля Арраса, фаза операції «Міхаель» | Детальніше |
| 30 березня-5 квітня     | Перша битва при Віллер-Бретонне, складова частина німецької операції «Міхаель» |            |
| 30 березня              | Битва в Моревільському лісі |            |
| 1 квітня                | У Великій Британії засновані Королівські ПС шляхом об'єднання Королівського льотного корпусу та Королівської морської авіаційної служби                                                               |            |
| 4-5 квітня              | Битва на річці Авр, завершальна стадія операції «Міхаель» |            |
| 7-29 квітня             | Другий етап Весняного наступу німецької імператорської армії, операція «Джорджетт» (також Битва на Лісі). Незадовільний результат для німецьких військ                                                | Детальніше |
| 7-9 квітня              | Битва при Естері, перша фаза операції «Джорджетт» | Детальніше |
| 10-11 квітня            | Третя битва при Мессені, фаза операції «Джорджетт» | Детальніше |
| 12-13 квітня            | Битва за Азебрук, фаза операції «Джорджетт» | Детальніше |
| 13-15 квітня            | Битва за Баєль, складова операції «Джорджетт» | Детальніше |
| 17-19 квітня            | Перша битва при Кеммельберг, складова операції «Джорджетт» | Детальніше |
| 18 квітня               | Битва за Бетюн, складова операції «Джорджетт» | Детальніше |
| 24-27 квітня            | Друга битва при Віллер-Бретонне, складова частина німецької операції «Джорджетт» |            |
| 25-26 квітня            | Друга битва при Кеммельберг, складова операції «Джорджетт» | Детальніше |
| 29 квітня               | Бій за Шерпенберг, завершальна фаза операції «Джорджетт» | Детальніше |
| 30 квітня-4 травня      | Другий Трансйорданський наступ |            |
| 7 травня                | Сепаратний мирний договір між Румунією та Центральними державами в Бухаресті. Ніколи не був ратифікований                                                                                             | Детальніше |
| 10-11 травня            | Бій під Каневом | Детальніше |
| 21 травня               | Отоманські війська вторглися до Вірменії | Детальніше |
| 21-29 травня            | Сардарапатська битва, складова частина вторгнення турків до Вірменії |            |
| 21-29 травня            | Апаранська битва, складова частина вторгнення турків до Вірменії |            |
| 24-28 травня            | Каракіліська битва, складова частина вторгнення турків до Вірменії |            |
| 27 травня-6 червня      | Третя битва на Ені (також Операція «Блюхер-Йорк», третя стадія Весняного наступу німців на Західному фронті). Після незначного успіху на початку операції, німецький наступ зупинений                 | Детальніше |
| 28 травня               | Бій біля Кантіньї |            |
| 29-31 травня            | Битва за Скра-ді-Леген |            |
| 1-26 червня             | Битва за ліс Белло, завершальна стадія Весняного наступу німців |            |
| 8 червня                | Бій під Арзуфом |            |
| 8 червня-жовтень        | Німецькі війська беруть участь в боях на Кавказі | Детальніше |
| 9-12 червня             | Четверта фаза Весняного наступу, операція «Гнейзенау» (також битва за Мец). Попри значного просування вперед, стратегічні цілі не досягнуті                                                           | Детальніше |
| 13-23 червня            | Друга битва на річці П'яве: наступ австро-угорських військ відбито | Детальніше |
| 4 липня                 | Бій за Ле-Амель |            |
| 14 липня                | Бій за Абу Теллуль |            |
| 15 липня-6 серпня       | Друга битва на Марні, останній наступ німецької армії на Західному фронті, завершився провалом з переходом у контрнаступ французьких та союзних військ                                                | Детальніше |
| 15-17 липня             | Шампансько-Марнський наступ союзників (складався з четвертої шампанської битви та битви за гори Реймса) одна з вирішальних фаз битви на Марні 1918 року                                               | Детальніше |
| 17 липня                | Останній російський імператор Микола II разом із родиною розстріляні більшовиками в домі Іпатьєва в Єкатеринбурзі                                                                                     | Детальніше |
| 18 липня                | Бій біля Шато-Тьєррі, складова частина другої битви на Марні | Детальніше |
| 18-22 липня             | Бій біля Суассона, складова частина другої битви на Марні | Детальніше |
| 19 липня                | Бій біля Тарденс, складова частина другої битви на Марні |            |
| 8 серпня-11 листопада   | Стоденний наступ, остання наступальна операція на Західному фронті |            |
| 8-12 серпня             | Битва при Ам'єні, перша частина загального Стоденного наступу союзників | Детальніше |
| 9-12 серпня             | Битва при Мондід'є |            |
| 13 серпня-3 вересня     | Битва при Сан Маттео |            |
| 17-29 серпня            | Друга битва при Нуайоні, частина загального Стоденного наступу | Детальніше |
| 21 серпня-3 вересня     | Друга битва на Соммі, частина загального Стоденного наступу | Детальніше |
| 21-22 серпня            | Третя битва за Альбер, початкова фаза другої битви на Соммі | Детальніше |
| 21 серпня-3 вересня     | Друга битва при Бапомі, одна зі складових другої битви на Соммі |            |
| 21 серпня-3 вересня     | Четверта битва біля Арраса, фаза другої битви на Соммі | Детальніше |
| 26-30 серпня            | Четверта битва за Скарпе, частина четвертої битви біля Аррасу | Детальніше |
| 26 серпня-14 вересня    | Битва за Баку, останній наступ османської армії у війні |            |
| 31 серпня-3 вересня     | Бій за гору Мон Сен-Квентін, одна зі складових другої битви на Соммі |            |
| 2-3 вересня             | Бій за Дрокур-Кеан, завершальна фаза другої битви на Соммі | Детальніше |
| 10 вересня              | Бій за Саві-Даллон, частина Стоденного наступу союзників | Детальніше |
| 12 вересня              | Бій за Авренкур, частина Стоденного наступу союзників | Детальніше |
| 12-19 вересня           | Бій за Сен-Мієль, складова частина Стоденного наступу |            |
| 14-29 вересня           | Вардарський наступ, фінальний наступ союзників на Балканському ТВД |            |
| 15 вересня              | Союзні війська (французька та сербська армії) прорвалися крізь оборонні позиції болгарської армії у Добро Поле, складова Вардарського наступу                                                         | Детальніше |
| 18 вересня              | Бій біля Епеї, перша спроба прориву лінії Гіндербурга — частина Стоденного наступу союзників |            |
| 18-19 вересня           | Третя битва за Дойран, фаза Вардарського наступу союзників. Болгари зупинили наступ британських та грецьких армій                                                                                     | Детальніше |
| 18 вересня-17 жовтня    | Битва на лінії Гінденбурга, один з основних етапів Стоденного наступу союзників, що завершилася проривом їх військ                                                                                    | Детальніше |
| 19-25 вересня           | Битва при Мегіддо. Британська армія опанувала Палестину | Детальніше |
| 19-25 вересня           | Битва при Наблусі, один з етапів битви при Мегіддо | Детальніше |
| 19-25 вересня           | Третій Трансйорданський наступ, один з етапів битви при Наблусі |            |
| 19-25 вересня           | Битва на рівнині Шарон, один з етапів битви при Мегіддо |            |
| 25 вересня              | Британці опанували фортецю Тверія під час битви на рівнині Шарон | Детальніше |
| 19 вересня              | Бій за Тулкарм, частина битви на рівнині Шарон |            |
| 19 вересня              | Бій за Арару, частина битви на рівнині Шарон. |            |
| 19-20 вересня           | Битва за Табзор, частина битви на рівнині Шарон |            |
| 20 вересня              | Штурм Джаніна, частина битви на рівнині Шарон |            |
| 20 вересня              | Британські війська опанували Афула та Бейт-Шеан у ході битви на рівнині Шарон | Детальніше |
| 20-21 вересня           | Битва при Назареті, складова частина битви на рівнині Шарон |            |
| 23 вересня              | Битва за Хайфу, частина битви на рівнині Шарон | Детальніше |
| 25 вересня              | Бій за Самах, складова частина битви на рівнині Шарон |            |
| 25 вересня              | Друга битва при Аммані, частина Третього Трансйорданського наступу союзників |            |
| 26 вересня-11 листопада | Мез-Аргоннська операція, завершальна наступальна операція союзників у ході Стоденного наступу | Детальніше |
| 26 вересня-1 жовтня     | Британські війська увійшли до Дамаску | Детальніше |
| 26 вересня              | Бій біля Соммпі-Таюр (початкова фаза Мез-Аргоннської операції) | Детальніше |
| 26-27 вересня           | Британські війська опанували Дераа в ході штурму Дамаску | Детальніше |
| 27 вересня-1 жовтня     | Битва за канал дю Нор, складова частина битви на лінії Гінденбурга |            |
| 28 вересня-2 жовтня     | П'ята Іпрська битва (також наступ у Фландрії), складова частина битви на лінії Гінденбурга |            |
| 29 вересня-10 жовтня    | Битва за канал Сен-Квентін, один з етапів Стоденного наступу союзників |            |
| 30 вересня              | Болгарське царство підписало мирний договір з Союзниками та вийшло із війни | Детальніше |
| 30 вересня              | Бій за Сен-Тьєррі (початкова фаза Мез-Аргоннської операції) | Детальніше |
| 3-27 жовтня             | Наступ у Харітані |            |
| 3-27 жовтня             | Битва за хребет Бланк Мон |            |
| 8-10 жовтня             | Друга битва при Камбре, складова частина прориву лінії Гінденбурга | Детальніше |
| 14-17 жовтня            | Бій біля Монфокон (проміжна стадія Мез-Аргоннської операції) | Детальніше |
| 14-19 жовтня            | Битва за Кортрейк, завершальна стадія Стоденного наступу союзників | Детальніше |
| 15 жовтня               | Бій за Мон-д'Ориньї, один з етапів Стоденного наступу союзників | Детальніше |
| 17-26 жовтня            | Битва на Селле, завершальна стадія Стоденного наступу союзників |            |
| 20 жовтня               | Німеччина припинила необмежену підводну війну на морі | Детальніше |
| 20 жовтня               | Битва за Лис та Схелдю, завершальна стадія Стоденного наступу союзників | Детальніше |
| 20 жовтня               | Битва на Серрі, стадія Стоденного наступу союзників | Детальніше |
| 24 жовтня-4 листопада   | Битва при Вітторіо-Венето. Австро-угорська армія прогнана союзниками, італійська армія увійшла до Тренто та Трієсту                                                                                   | Детальніше |
| 24-28 жовтня            | Друга битва за Монте Граппа, початок битви при Вітторіо-Венето |            |
| 25 жовтня               | Битва при Алеппо | Детальніше |
| 29 жовтня               | Вільгельм Ґренер змінив на посаді заступника Головнокомандувача Гінденбурга Еріха Людендорфа | Детальніше |
| 29 жовтня               | Повстання на німецькому Флоті Відкритого моря | Детальніше |
| 29 жовтня               | Проголошено створення Держави Словенців, Хорватів і Сербів | Детальніше |
| 30 жовтня               | Османська імперія підписала Мудроське перемир'я | Детальніше |
| 1 листопада             | Битва при Ле-Шене (завершальна стадія Мез-Аргоннської операції) | Детальніше |
| 1-2 листопада           | Бій біля Валансьєнн, завершальна стадія Стоденного наступу союзників | Детальніше |
| 3 листопада             | Австро-Угорщина підписала перемир'я з Італією, що вступила в дію 4 числа | Детальніше |
| 4 листопада             | Битва при Самбрі, завершальна стадія Стоденного наступу союзників | Детальніше |
| 4 листопада             | Друга битва при Гізі, частина бою при Самбре | Детальніше |
| 6-11 листопада          | Наступ до Меза |            |
| 9 листопада             | Кайзер Німеччини Вільгельм II зрікся престолу; проголошена республіка | Детальніше |
| 10 листопада            | Імператор Австро-Угорщини Карл I зрікся престолу | Детальніше |
| 11 листопада            | О 6 годин ранку, Німеччина підписала перемир'я з союзниками у Комп'єнському лісі про капітуляцію: кінець бойових дій в 11 годину                                                                      | Детальніше |
| 11 листопада            | Проголошено створення Польської Республіки |            |
| 12 листопада            | Австрія проголошена республікою |            |
| 14 листопада            | Чехословаччина проголошена республікою | Детальніше |
| 14 листопада            | Німецькі підводні човни піддалися інтернуванню |            |
| 14 листопада            | Через 3 дні після підписання перемир'я, завершилися бойові дії у Німецькій Східній Африці, коли генерал фон Леттов-Форбек, дізнавшись про капітуляцію Німецької імперії погодився на припинення вогню | Детальніше |
| 21 листопада            | Німецький Флот Відкритого моря здався Британському флотові | Детальніше |
| 22 листопада            | Німецькі війська виведені з Люксембургу | Детальніше |
| 25 листопада            | Через 11 діб після погодження про припинення вогню, непереможна армія генерала фон Леттова-Форбека формально капітулювала біля Аберкорну (сучасне замбійське місто Мбала)                             | Детальніше |
| 27 листопада            | Німецькі війська вийшли з території окупованої Бельгії | Детальніше |
| 1 грудня                | Проголошено Королівство сербів, хорватів та словенців | Детальніше |

## 1919
| Дата            | Подія |            |
| --------------- | --- | ---------- |
| 10 січня        | Факхрі Паша капітулював у Медині | Детальніше |
| 18 січня        | На Паризький мирній конференції розпочалися переговори по Версальському договору між Союзниками та Німеччиною                                                            | Детальніше |
| 25 січня        | Прийнята пропозиція про утворення Ліги Націй | Детальніше |
| 21 червня       | Німецький Флот Відкритого моря (53 бойових кораблі) затоплений німецькими екіпажами в Скапа-Флоу. Загинуло 9 матросів — останні жертви Першої світової війни             | Детальніше |
| 28 червня       | Підписаний Версальський договір 1919 | Детальніше |
| 8 липня         | Німеччина ратифікує Версальський договір 1919 | Детальніше |
| 21 липня        | Велика Британія ратифікує Версальський договір 1919 | Детальніше |
| 10 вересня      | Сен-жерменський договір з Австрією |            |
| 10-11 листопада | Ввечері у Букінгемському палаці на честь Президента Французької республіки король Великої Британії Георг V влаштовує бенкет. Вперше в історії святкується День перемир'я | Детальніше |
| 27 листопада    | Підписано Неїський мирний договір |            |

## 1920
| Дата         | Подія |            |
| ------------ | --- | ---------- |
| 10 січня     | Перше засідання Ліги Націй у Лондоні. Офіційне завершення Першої світової війни                                                                                                   | Детальніше |
| 10 січня     | Засноване Вільне місто Данциг | Детальніше |
| 21 січня     | Завершилася Паризька мирна конференція | Детальніше |
| 10 лютого    | У відповідності до результатів плебісциту Північний Шлезвіг повернутий Данії | Детальніше |
| 19-26 квітня | Конференція в італійському Санремо стосовно визначення мандатів Ліги Націй на управління колишніми територіями Османської імперії на Близькому Сході                              | Детальніше |
| 4 червня     | Тріанонський договір між Союзниками та Угорщиною | Детальніше |
| 10 серпня    | Між Союзниками та султанським урядом Туреччини підписаний Севрський мирний договір. Договір не визнається Турецьким національним рухом, що вважає стамбульський уряд нелегітимним | Детальніше |
| 8 вересня    | Габріеле д'Аннунціо декларує у Фіуме утворення Італійського регентства Карнаро | Детальніше |
| 1 листопада  | Штаб-квартира Ліги Націй переноситься до Женеви, у Швейцарію | Детальніше |
| 12 листопада | договір між Королівством Італія та Королівством сербів, хорватів і словенців. Задар анексований Італією, заснована Вільна держава Фіуме                                           | Детальніше |
| 15 листопада | Перша Генеральна асамблея Ліги Націй у Женеві | Детальніше |

## Після 1920
| Дата                | Подія |            |
| 1921                | 1921 | 1921       |
| ------------------- | --- | ---------- |
| 13 жовтня           | Карська угода між більшовицькою Росією та Туреччиною | Детальніше |
| 1922                | |            |
| 6 лютого            | Підписана Вашингтонська морська угода, міжнародний договір, що визначив обмеження на водотоннажність бойових кораблів. Ратифікована урядами Франції, Італії, Японії, Великої Британії та США | Детальніше |
| 10 квітня-19 травня | Генуезька конференція — міжнародна зустріч з економічних і фінансових питань в Генуї (Італія) з обговорення проблем економічних зв'язків та проблем повернення російських боргів             | Детальніше |
| 16 квітня           | Рапалльський договір, підписаний Німеччиною та більшовицькою Росією, який нормалізує та відновлює дипломатичні відносини між країнами                                                        | Детальніше |
| 11 вересня          | Карська угода ратифікована в Єревані, Вірменія | Детальніше |
| 1923                | |            |
| 24 липня            | Між Союзниками та Туреччиною підписаний Лозаннський мирний договір | Детальніше |
| 1924                | |            |
| 27 січня            | Мирний договір між Італією та Югославією. Фіуме анексована Італією, сусіднє місто Сушак відійшло до Югославії                                                                                | Детальніше |